# Идьякес, Иманоль
Хосеба Иманоль Идьякес Баркаистеги (исп. Joseba Imanol Idiakez Barkaiztegi; род. 14 марта 1972, Сан-Себастьян, Страна Басков) — испанский футболист, игравший на позиции полузащитника, по завершении карьеры игрока — футбольный тренер.

## Карьера игрока
Футболом начал заниматься в детстве в спортивной школе клуба «Реал Сосьедад», дебютировал в «Реал Сосьедад B» в 1990 году, выходил на поле вместе с младшим братом Иньиго. В 1993 году перешёл в клуб «Беасайн», выступавший в одной из низших лиг чемпионата Испании.
В 1997 году вернулся в третью по значимости лигу Испании — Сегунду Б, выступая в составе клубов «Реал Авилес», «Бургос», «Сьюдад де Мурсия». В 2004 году провёл часть сезона в Сегунде, выступая в составе «Линареса», также играл в составе «Жироны» и «Реус Депортиу». Завершил карьеру в 2007 году в возрасте 35 лет.

## Карьера тренера
Летом 2008 года, через год после завершения игровой карьеры, возглавил клуб «Реал Сосьедад В» в качестве тренера, в первый же сезон вылетел с командой из третьего дивизиона в четвёртый, однако уже в следующем сезоне вернулся с командой обратно. В марте 2011 года он подписал контракт с клубом «Полидепортиво».
В июне 2011 года возглавил клуб третьего дивизиона «Гихуэло», в следующем сезоне возглавил клуб «Реал Унион», сезон 2012/13 начал у руля клуба «Толедо». В 2014 году встал у руля «Льейды». В 2016 году переехал за границу, подписав двухлетний контракт с клубом АЕК в кипрском высшем дивизионе.